# Anthophora waltoni
Anthophora waltoni är en biart som beskrevs av Cockerell 1910. Anthophora waltoni ingår i släktet pälsbin, och familjen långtungebin. Inga underarter finns listade i Catalogue of Life.